# Slag bij Lillo

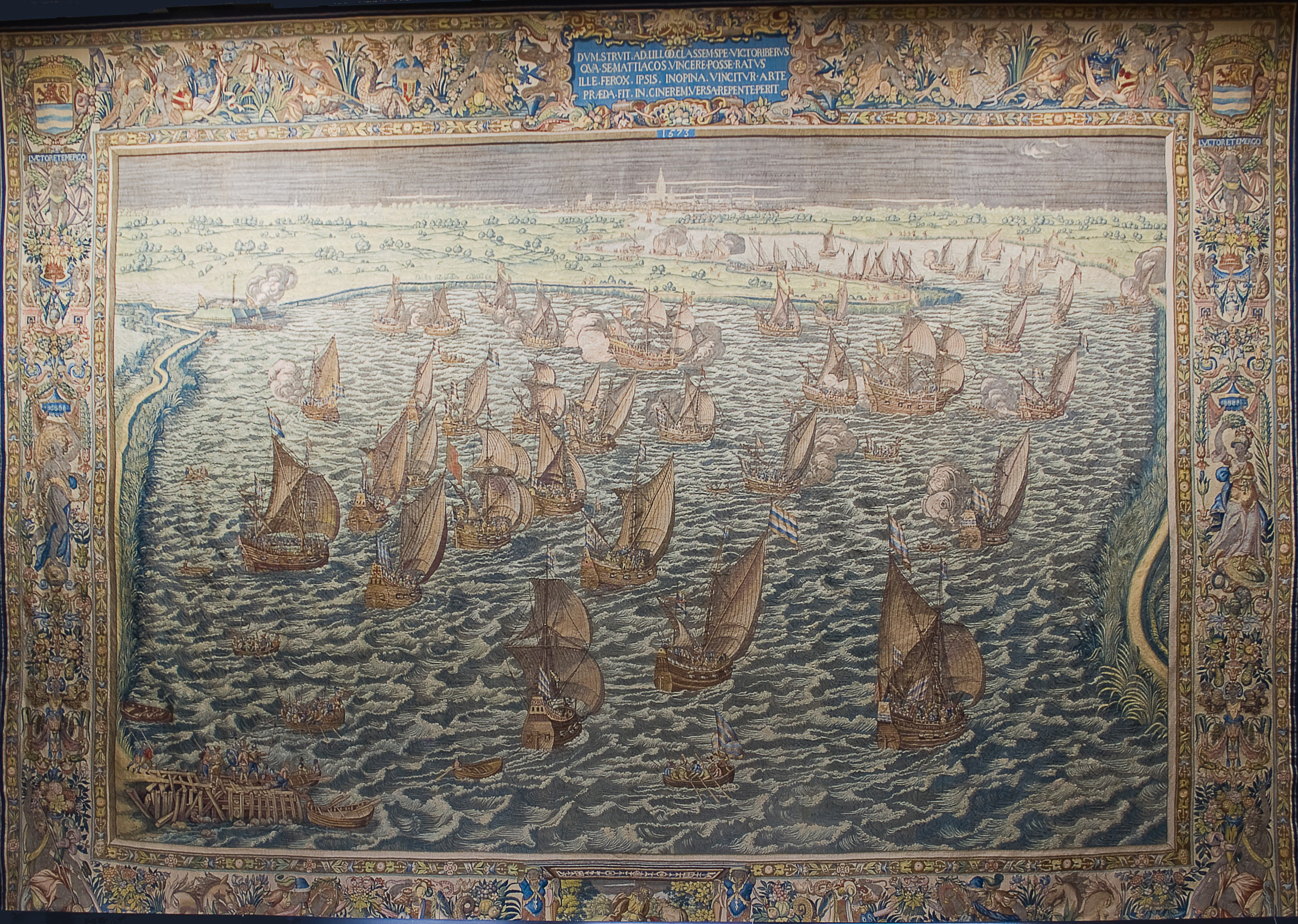
Slag bij Lillo, Jan de Maecht, 1597 - 1598. Onderdeel van de collectie Zeeuwse wandtapijten van het Zeeuws Museum

De Slag bij Lillo was een zeeslag tijdens de Tachtigjarige Oorlog. Kort na de noodlottige Slag op de Mookerheide, op 30 mei 1574, behaalden de Zeeuwen een belangrijke overwinning.
Een geuzenvloot van 64 lichte Zeeuwse schepen onder Lodewijk van Boisot vernietigde een voor anker liggende Spaanse vloot tussen de forten Lillo en Liefkenshoek bij Antwerpen. De Spaanse aanvoerder, viceadmiraal Adolf van Haamstede, meende dat het versterking was uit Spanje die op hem af kwam en kon zich niet snel genoeg op Antwerpen terugtrekken. Hij werd gevangengenomen en tien schepen werden buit gemaakt. Hun bemanning werd aan land gezet en de schepen werden opgenomen in de Zeeuwse vloot.